# Descolonização britânica da África
Nas regiões de colonização inglesa, o movimento descolonizador caracterizou–se, em geral, pela ruptura pacífica. Foram os casos, por exemplo, de Gana, Nigéria, Serra Leoa e Gâmbia. No Quênia, entretanto, a emancipação política foi precedida de conflitos violentos devido à resistência da população branca do país, que detinha 25% das terras quenianas mais férteis.

## Cronologia da independência das colónias britânicas em África
- 1910 (31 de Maio) - Independência da África do Sul, como União Sul-Africana, na forma de Domínio do Império Britânico; a 11 de maio de 1931 foi reconhecida a sua total independência política, de acordo com o Estatuto de Westminster
- 1922 (28 de Fevereiro) - Independência do Egipto
- 1951 (24 de Dezembro) - Independência da Líbia (depois de abandonada pela Itália a 10 de Fevereiro de 1947, foi administrada conjuntamente pela França e Reino Unido, com mandato da ONU)
- 1956 (1 de Janeiro) - Independência do Sudão (do Egipto e do Reino Unido)
- 1957 (6 de Março) - Independência do Gana
- 1960 (1 de Outubro) - Independência da Nigéria (do Reino Unido)
- 1961
  - 27 de Abril - Independência da Serra Leoa (do Reino Unido)
  - 1 de Julho - Independência da Somália (do Reino Unido e da Itália)
  - 9 de Dezembro - Independência do Tanganyika (do Reino Unido)
- 1962 - Independência do Uganda (do Reino Unido)
- 19 de Dezembro de 1963 - Independência de Zanzibar (do Reino Unido)
- 6 de Julho de 1964 - Independência do Malawi (do Reino Unido)
- 24 de outubro de 1964 - Independência da Zâmbia (do Reino Unido)
- 18 de Fevereiro de 1965 - Independência da Gâmbia (do Reino Unido)
- 11 de Novembro de 1965 - A Rodésia declara-se independente, mas o Zimbabwe só vê a sua independência reconhecida internacionalmente a 17 de Abril de 1980, depois de uma guerra de libertação)
- 1966
  - 30 de Setembro - Independência do Botswana (do Reino Unido)
  - 4 de Outubro - Independência do Lesotho (do Reino Unido)
- 1968
  - 12 de Março - Independência da Maurícia (do Reino Unido)
  - 6 de Setembro - Independência da Suazilândia (do Reino Unido)
- 1976 (29 de Junho) - Independência das Seychelles (do Reino Unido)